# District de Mortagne
Le district de Mortagne est une ancienne division territoriale française du département de l'Orne de 1790 à 1795.
Il était composé des cantons de Mortagne, Coulimer, Longny, Mauves, la Mesniere, Neuilly, Soligny et Tourrouvre.